# 살찐꼬리난쟁이여우원숭이
살찐꼬리난쟁이여우원숭이(Cheirogaleus medius) 또는 작은난쟁이여우원숭이는 가장 작은 영장류 중 하나이다. 마다가스카르가 원산지이다. 최근의 연구에 의하면, 열대 겨울의 온도가 높게 유지됨에도 불구하고 살찐꼬리난쟁이여우원숭이는 겨울잠을 잔다. 그러나 말라가시의 겨울은 건조하기 때문에, 가뭄으로 먹이가 부족해지는 것을 회피하려는 것으로 보인다.
온대 지역에서 겨울잠을 자는 동물들과 달리, 살찐꼬리난쟁이여우원숭이는 겨울잠을 자는 동안 체온을 조절하지 않는 데, 이는 체온과 외부 온도가 일치되기 때문으로 잘 때 보온을 잘 하지 않는다. 다른 살찐꼬리여우원숭이처럼, 살찐꼬리난쟁이여우원숭이는 꼬리에 지방을 저장할 수 있으며, 이를 통해 겨울잠을 자는 동안에 에너지를 제공한다.

## 분류
2000년과 2009년 사이에, 난쟁이여우원숭이 중 한 개체가 남부살찐꼬리난쟁이여우원숭이(Cheirogaleus adipicaudatus)라는 별도의 종으로 알려졌다. 이 종을 기록한 분류학자 콜린 그로브스(Colin Groves)는 이 여우원숭이를 털 색깔은 등 쪽은 어두운 색깔을 그리고 배 쪽은 회색을 띄며, 희미한 한 줄의 줄무늬가 등 쪽을 따라서 아래까지 내려오며, 비교적 짧은 한 줄의 흰 줄무늬가 얼굴 중앙에 있고, 눈에 검은 환이 있고 손가락은 희다고 기록했다. 그러나 2009년, 그로에네벨드(Groeneveld)와 그의 공저자들은 남부살찐꼬리난쟁이여우원숭이(Cheirogaleus adipicaudatus)가 살찐꼬리난쟁이여우원숭이(Cheirogaleus medius)의 이명임을 유전학적으로 입증했다. 그래서 더 이상 남부살찐꼬리난쟁이여우원숭이는 별도의 종으로 인정하지 않는다.